# Буженина
Бужени́на — м'ясна страва, відома ще за давньослов'янської доби. Являє собою запечений цільний великий шматок м'яса. Подається як гарячим, так і холодним.
В Україні вимоги до цієї страви описані в ДСТУ 4668:2006 «Продукти зі свинини варені, копчено-варені, копчено-запечені, запечені, смажені, сирокопчені. Загальні технічні умови» та ДСТУ 4670:2006 «Продукти з яловичини та свинини варені, копчено-варені. Загальні технічні умови».

## Приготування
В Україні зазвичай готують з ошийка чи окосту яловичини або свинини. Іноді м'ясо попередньо маринують. Цільний шматок натирається олією, поливається різноманітними соусами, також використовуються різні спеції. Запікається зазвичай загорнутим у фольгу. Процес приготування триває годину-півтори.